# 단일 연결 공간
위상수학에서 단일 연결 공간(單一連結空間, 영어: simply connected space)은 공간 속의 임의의 닫힌 경로를 연속적으로 줄여 하나의 점으로 만들 수 있는 공간을 말한다.

## 정의
위상 공간 {\displaystyle X}에 대하여 다음 조건들이 서로 동치이고, 이 조건을 만족시키는 위상 공간을 단일 연결 공간이라고 한다.:333
- X는 경로 연결 공간이고, X의 기본군은 자명군이다.
- X 내의 모든 닫힌 경로가 어떤 상수 경로(적당한 c∈X와 모든 t∈[0, 1]에 대해 C:[0, 1]→X, C(t) = c를 만족하는 경로 C)에 대해 호모토픽하다.

어떤 위상 공간의 부분 집합 가운데, 단일 연결 공간을 이루는 것을 단일 연결 집합이라고 한다.

## 예
- 모든 차원의 유클리드 공간 {\displaystyle \mathbb {R} ^{n}}은 단일 연결 공간이다. 여기서 원점을 뺀 집합은 단일 연결 공간이 아니지만, {\displaystyle n>1}인 경우 경로 연결 공간이다.
- 2차원 이상의 모든 초구 {\displaystyle S^{n}}은 단일 연결 공간이다.
- 임의 차원 유클리드 공간의 볼록집합은 단일 연결 공간이다.
- 바나흐 공간과 힐베르트 공간을 포함한 모든 위상 벡터 공간은 단일 연결 공간이다.

## 같이 보기
- 국소 단일 연결 공간
- 호모토피
- 축약 가능 공간